# Ventersburg
Ventersburg est une petite ville située dans la province de l'Etat Libre en Afrique du Sud. Elle est située sur la route nationale 1 entre Kroonstad et Bloemfontein. 

## Historique

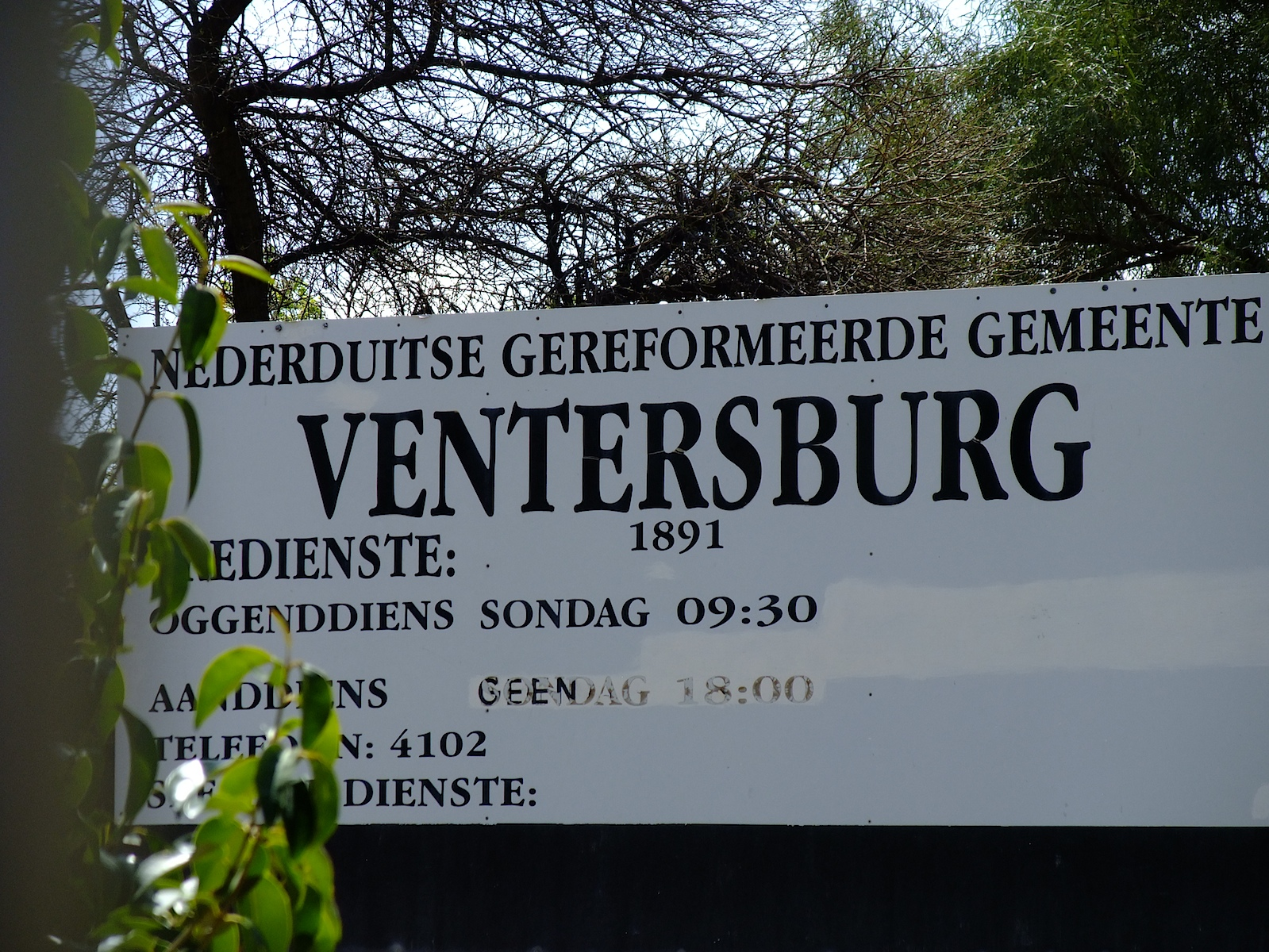
Ventersburg

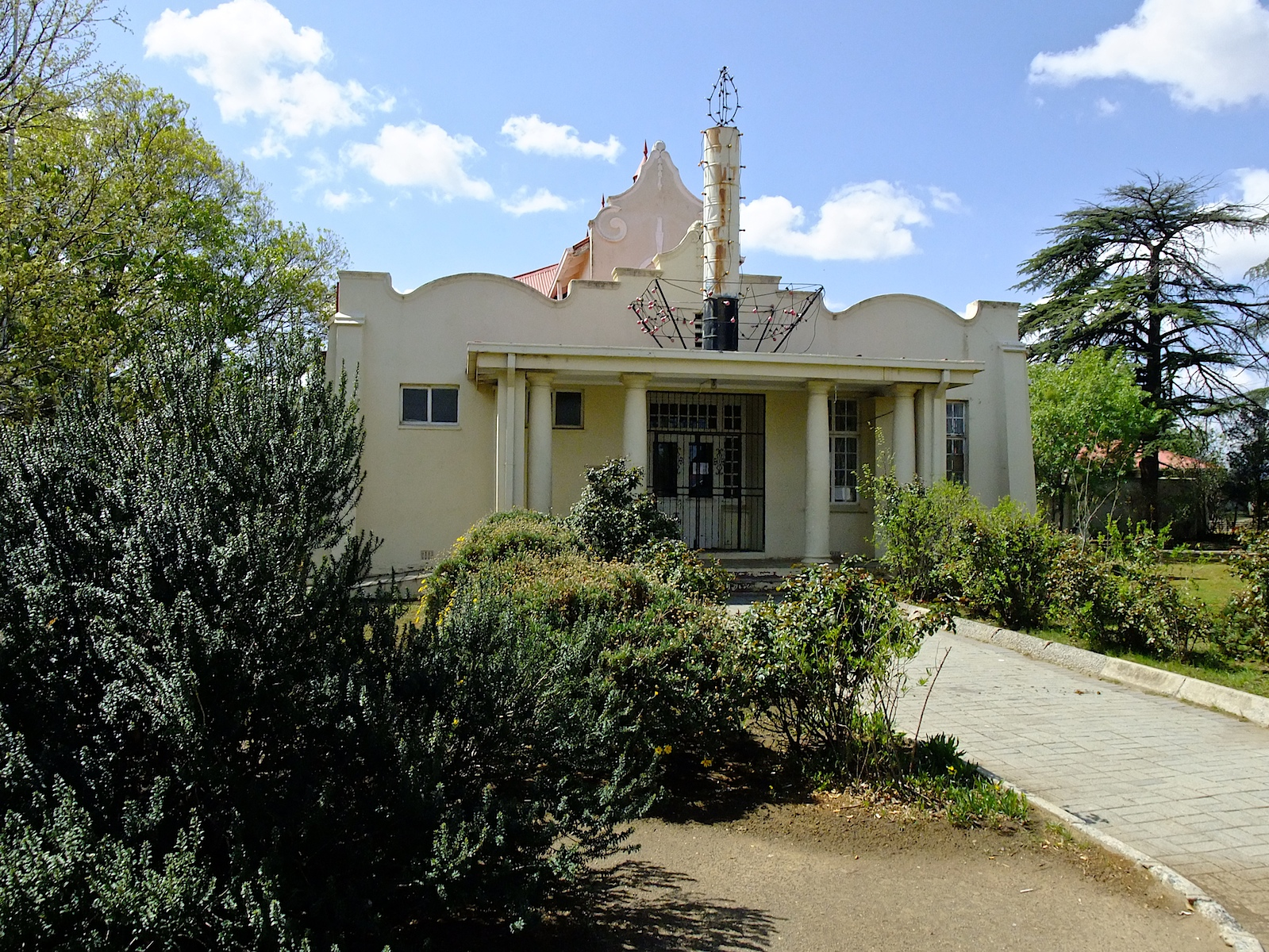
Hôtel de ville sur Voortrekker str.

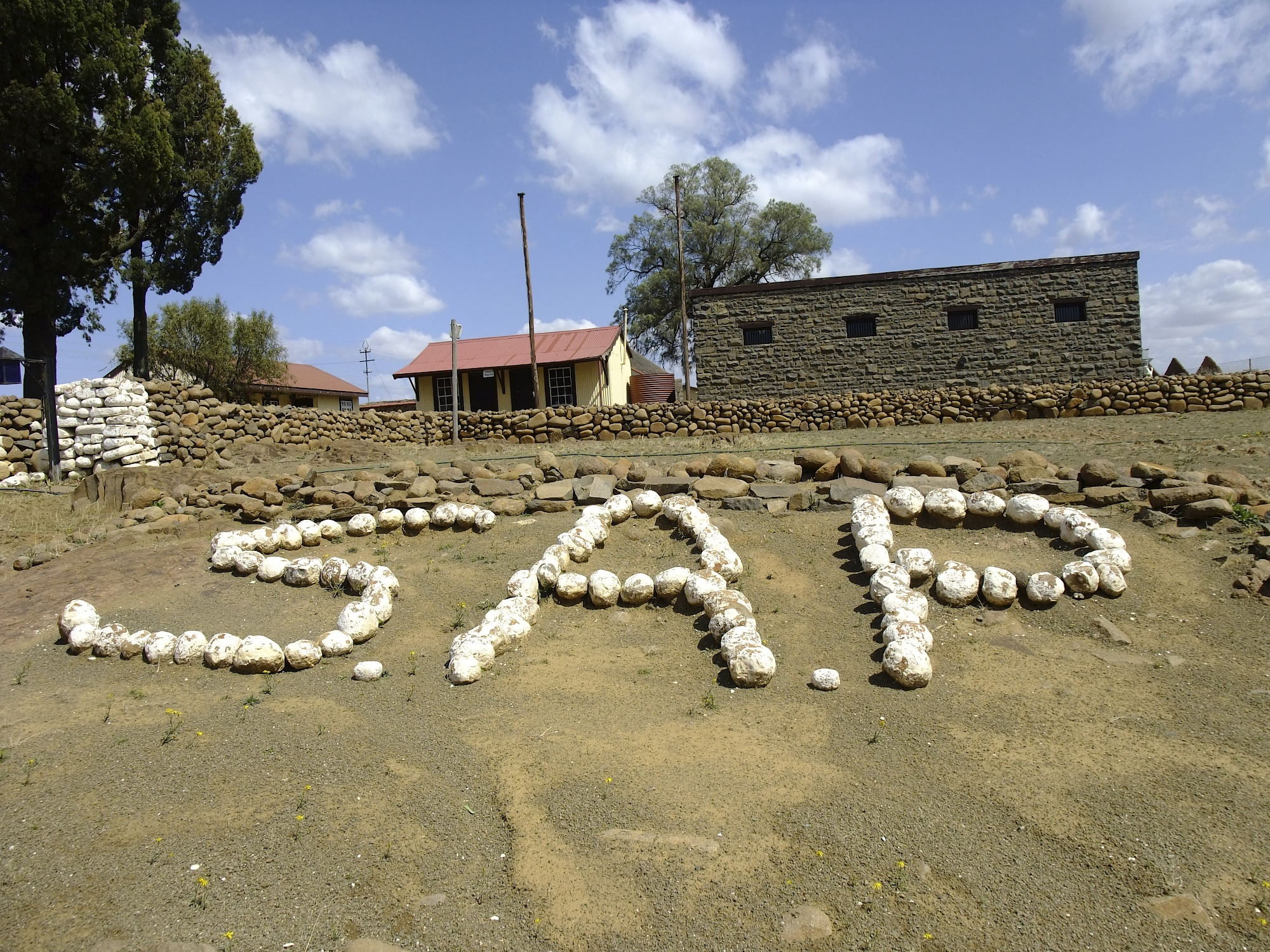
Musée de l'ancien poste de police.

Ventersburg a été fondée dans les années 1857-1859 sur la ferme de Kromfontein dans l'État libre d'Orange, par son propriétaire, P.A. Venter. Au début il s'agit d'un fort pour se protéger contre les Basothos. Une congrégation de l'église réformée hollandaise y est établie et en 1872, le village est officiellement créé puis reconnu officiellement en 1876. L'Église réformée néerlandaise, construite en 1891, a été brûlée par les forces britanniques en 1900 et a été reconstruite plus tard en 1912.  

## Démographie
Selon le recensement de 2011, Ventersburg compte 1 297 habitants, majoritairement blancs (54%) de langue maternelle afrikaans (71%).
Jouxtant la ville de Ventersburg se trouvent deux townships. Celui de Mmamahabane compte  7 813 habitants (99 % de noirs) et celui de Tswelangpele compte  2 150 habitants (99 % de noirs).
Au total, la localité urbaine de Ventersburg, comprenant la ville et les deux townships, compte 11 260 habitants à majorité noire (92,5 % pour 6,4% de blancs), principalement de langue sesotho (82,4%).